# Walter Eichendorf
Walter Eichendorf (* 1953 in Mülheim an der Ruhr) ist ein deutscher Verbandsfunktionär. Er war von 2009 bis 2022 Präsident des Deutschen Verkehrssicherheitsrates. Von 1983 bis zu seinem Ruhestand 2018 war er in leitenden Positionen im Hauptverband der gewerblichen Berufsgenossenschaften und seiner Nachfolgeorganisation, der Deutschen Gesetzlichen Unfallversicherung tätig. Eichendorf ist Hochschullehrer an der Hochschule Bonn-Rhein-Sieg.

## Werdegang
Nach dem Abitur an der Otto-Pankok-Schule in Mülheim an der Ruhr studierte Eichendorf ab 1972 Physik, Mathematik und Astrophysik an der Ruhr-Universität Bochum und an der Rheinischen Friedrich-Wilhelms-Universität Bonn. Nach seiner Promotion arbeitete er drei Jahre lang als Astrophysiker an der Europäischen Südsternwarte, bevor er ab 1983 bis zu seinem Ruhestand 2018 leitende Positionen in den Geschäftsbereichen Statistik, Öffentlichkeitsarbeit und Prävention beim Hauptverband der Berufsgenossenschaften und der Gesetzlichen Unfallversicherung bekleidete, zuletzt als stellvertretender Hauptgeschäftsführer.
Von 2009 bis Dezember 2022 stand Eichendorf als Präsident dem Deutschen Verkehrssicherheitsrat vor; sein Nachfolger als Präsident ist Manfred Wirsch.

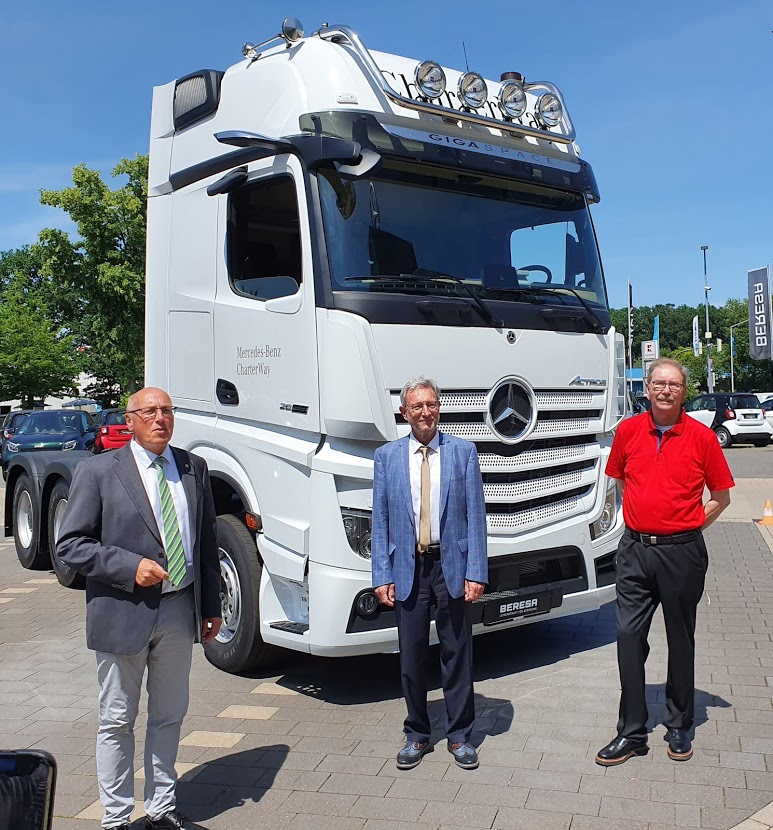
Erste Actros LKW von Daimler mit Active Sideguard Assist
- ehem. Bundesverkehrsminister Kurt Bodewig,
- Präsident des Deutschen Verkehrssicherheitsrat Walter Eichendorf
- Spediteur Siegfried Serrahn

Seit Februar 2019 ist Eichendorf im Fachbereich Sozialpolitik und Soziale Sicherung der Hochschule Bonn-Rhein-Sieg Honorarprofessor für Prävention von Unfällen bei der Arbeit und im Straßenverkehr. Der Schwerpunkt seiner Forschungs- und Lehrtätigkeit liegt bei der „Kultur der Prävention“ mit Vision Zero.
Walter Eichendorf setzt sich für den Abbiegeassistenten am Lkw ein.
Für seine Leistungen im Dienst der Verkehrssicherheit wurde Eichendorf mehrfach ausgezeichnet.

## Ehrungen
- Ehrenpreis der Deutschen Gesellschaft für Arbeitsmedizin und Umweltmedizin, 2013[4]
- Bundesverdienstkreuz am Bande, 2014
- Goldener Gurt des MPC,[5] 2015
- Senator-Lothar-Danner-Medaille des Bundes gegen Alkohol und Drogen im Straßenverkehr, 2016
- VdM-Dieselring, 2016
- Ehrenpräsident des Deutschen Verkehrssicherheitsrats, 2022[1]